# Избиение младенцев (мотив)

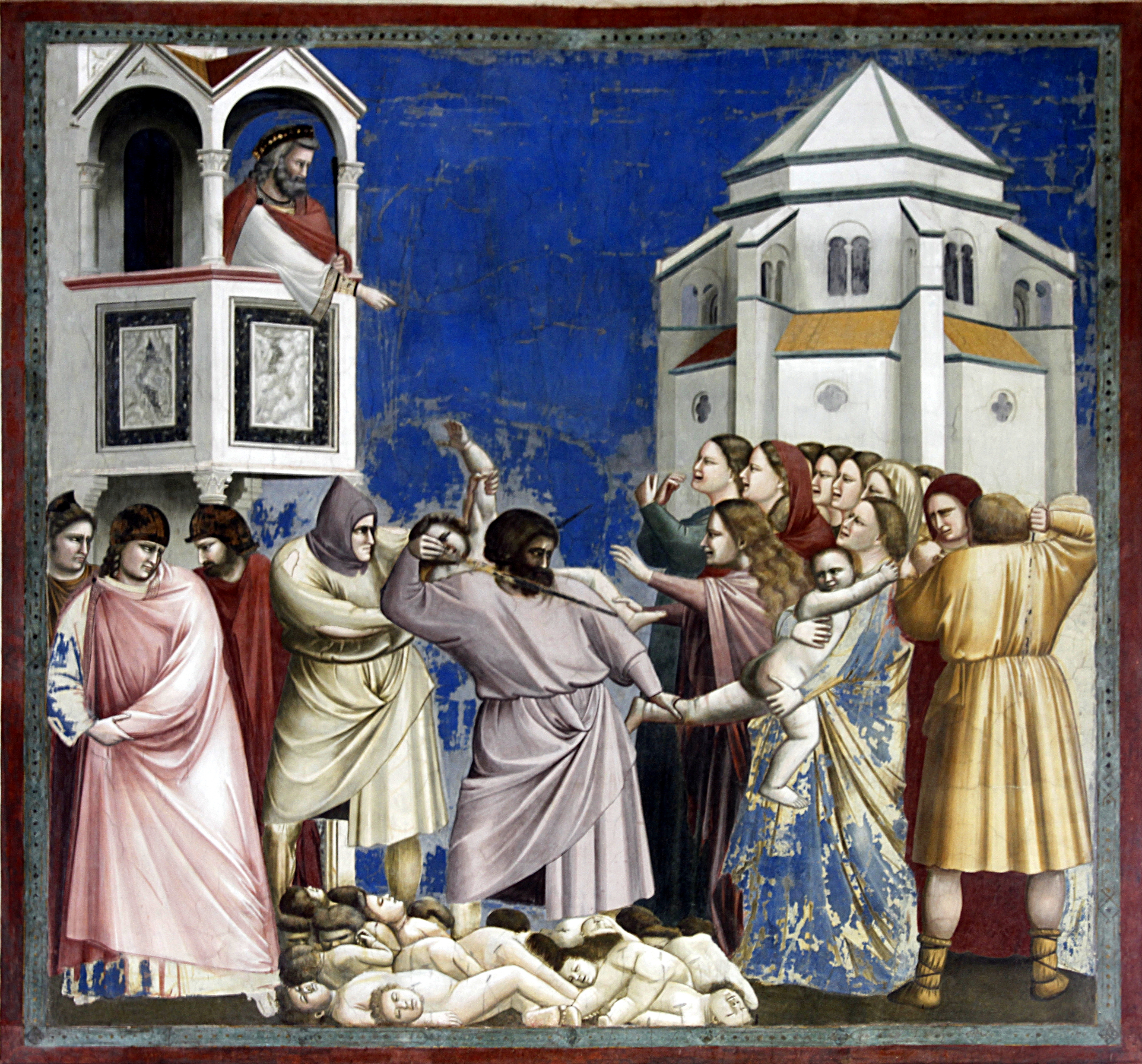
Фреска Джотто в капелле Скровеньи

Избиение младенцев — мифологический мотив, существующий в фольклоре и литературе самых разных народов.
Поводом к массовому инфантициду обычно оказывается пророчество в отношении некоего «божественного ребёнка» (лат.  puer aeternus), говорящее об исходящей от него опасности для конкретного человека, страны или мира в целом. За этим следует уничтожение всех детей, соответствующих критериям предсказания, либо другие жестокости, оправдываемые исходящей от этого ребёнка опасностью. Как и требует логика сюжета, все жестокие меры не достигают своей цели. Приказ отдает обычно неуверенный в себе правитель, опасающийся конкуренции. Джозеф Кэмпбелл указывает, что «избиение младенцев» — это частый важный мотив, ассоциирующися с рождением «спасителя».
В литературе Нового времени мотив иногда контекстуально сопряжен — или рассматривается параллельно — с дилеммой о «единой слезинке ребёнка».

## В Ветхом Завете
- Согласно Библии израильтяне пребывали в Египте 400 лет (Быт. 15:13) или 430 лет (Исх. 12:40). С течением времени численность израильтян значительно возросла (Исх. 1:7), превысив численность египтян. Новый фараон, опасаясь военных столкновений с израильтянами, повелел изнурять их тяжелыми работами, чтобы сдержать рост их численности (Исх. 1:10-11). Когда фараон увидел, что принятые им меры не в состоянии ослабить молодой народ, он приказал убивать родившихся мальчиков из племени израильтян (Исх. 1:15-22). В это время рождается будущий вождь и освободитель еврейского народа Моисей. Мать Моисея Иохаведа, чтобы спасти его от убийства, положила трехмесячного сына в просмоленную корзину и пустила по водам Нила под присмотром своей дочери. Младенца нашла дочь фараона и взяла в свой дом. История Моисея считается примером мифа о герое, спасшемся от избиения младенцев[1].

- Десять казней египетских — одной из «казней», насланных Богом на египтян, была массовая смерть первенцев.
- Царица иудейская Гофолия приказала убить все потомство Давида, чудом спасся только ее внук младенец Иоас, которому позже суждено будет стать царем. Исследователи отмечают структурные параллели между рассказом о Иоасе (особенно в сценах его спасения и воцарения через 7 лет) и другими литературными памятниками древнего Ближнего Востока, в том числе о рассказом о восшествии на трон хурритского царя Идрими из Алалаха (XV в. до Р. Х.). М. Ливерани утверждал, что текст 4 Цар 11 составлен по модели надписи царя Идрими, которая, как и библейский текст, должна была оправдывать обновление правящей царской династии. Другие исследователи отмечают параллели с библейским рассказом о патриархе Иосифе (Быт 37-50) и царе Давиде (1 Цар 16 — 2 Цар 7), во втором из них также говорится о 7 годах безвестности до восшествия на престол и о последующем заключении завета (2 Пар 5. 3-5)[3].

## В Новом Завете
Избие́ние младе́нцев — эпизод новозаветной истории, описанный только в Евангелии от Матфея. Царь Ирод, узнав от волхвов о грядущем рождении мессии, испугавшись конкуренции, приказывает убить всех детей подходящего возраста. Иисус Христос был спасен благодаря Бегству в Египет, а Иоанн Креститель — благодаря расступившейся скале, где спряталась его мать. История не подтверждается никакими сторонними свидетельствами.
Избиение, на что прямо указывает рассказчик-евангелист, было предсказано пророком Иеремией (Иер. 31:15): «Так говорит Господь: голос слышен в Раме, вопль и горькое рыдание; Рахиль плачет о детях своих и не хочет утешиться о детях своих, ибо их нет».

## ВАртуровском цикле легенд
Согласно одной из версий мифа, король Артур вступил в инцестуальную связь со своей сестрой Моргаузой. Узнав, что она родила от этой связи ребёнка, король приказал убить всех детей подходящего возраста. Но его сын выжил, получил имя Мордред и позже привел Артура к гибели. В этом мотиве ученые видят «эхо» историй о спасении Моисея и деянии Ирода.

## В индуизме
Джозеф Кэмпбелл употребляет термин «избиение младенцев» относительно истории царя Камсы, который получил пророчество о том, что он погибнет от руки восьмого сына своей сестры Деваки. Он заключил в тюрьму Деваки и её мужа Васудеву и оставил их в живых только при том условии, что они будут отдавать ему всех своих новорожденных младенцев. После того как Камса убил первых шесть детей, Деваки забеременела в седьмой раз. Её седьмой ребёнок Баларама не разделил участи всех остальных и был спасён, будучи чудесным образом перенесён из чрева Деваки в чрево второй жены Васудевы Рохини, которая в то время находилась на свободе. Восьмым ребёнком был уже Кришна.